# Cerbăl
Cerbăl là một xã thuộc hạt Hunedoara, România. Dân số thời điểm năm 2002 là 665 người.